# Ozark Air Lines
Ozark Air Lines war eine amerikanische Fluggesellschaft mit Sitz in St. Louis und Basis auf dem Lambert-Saint Louis International Airport.

## Geschichte
Ozark Air Lines wurde am 1. September 1943 gegründet, um Flüge von Springfield in Missouri zu absolvieren. Im Januar 1945 wurden Flüge zwischen Springfield und St. Louis begonnen.
Am 26. September 1950 begann Ozark Air Lines Chicago, Tulsa und Memphis mit der Douglas DC-3 anzufliegen. Im Jahr 1955 flogen 13 DC-3 nach Sioux City, Nashville, Wichita und Indianapolis. Im Jahr 1960 wurde die Fairchild F-27 in die Flotte integriert und 1964 Martin 4-0-4 hinzugefügt, die 1967 mitsamt der F-27 durch die  Fairchild-Hiller FH-227 ersetzt wurden. Im Jahr 1968 wurde die DC-3 ausgeflottet. 
Im Juli 1966 übernahm Ozark ihre erste DC-9. Sie bestellte auch zwei Boeing 727-200, übernahm diese jedoch nie. Nach der Deregulierung des kommerziellen Luftverkehrs 1978 nahm Ozark 4 Ziele in Florida auf. 
Am 1. März 1986 gab Trans World Airlines bekannt, das sie Ozark Air Lines für 242 Millionen US-Dollar kaufen werde. Die Verschmelzung wurde am 27. Oktober 1986 vollzogen. Die Flotte der Ozark Air Lines, die zu diesem Zeitpunkt fast ausschließlich aus DC-9 bestand, wurde in die Flotte der TWA integriert und in die Farben der Trans World Airlines umlackiert. Am 1. Dezember 2001 übernahm American Airlines Trans World Airlines.

## Flotte

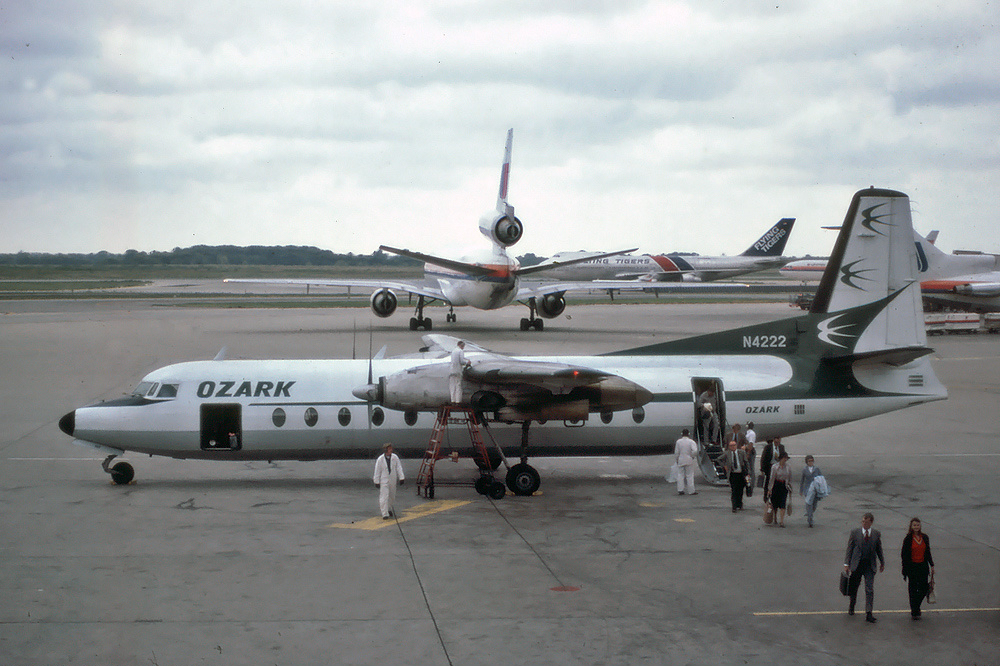
FH-227B der Ozark, 1979

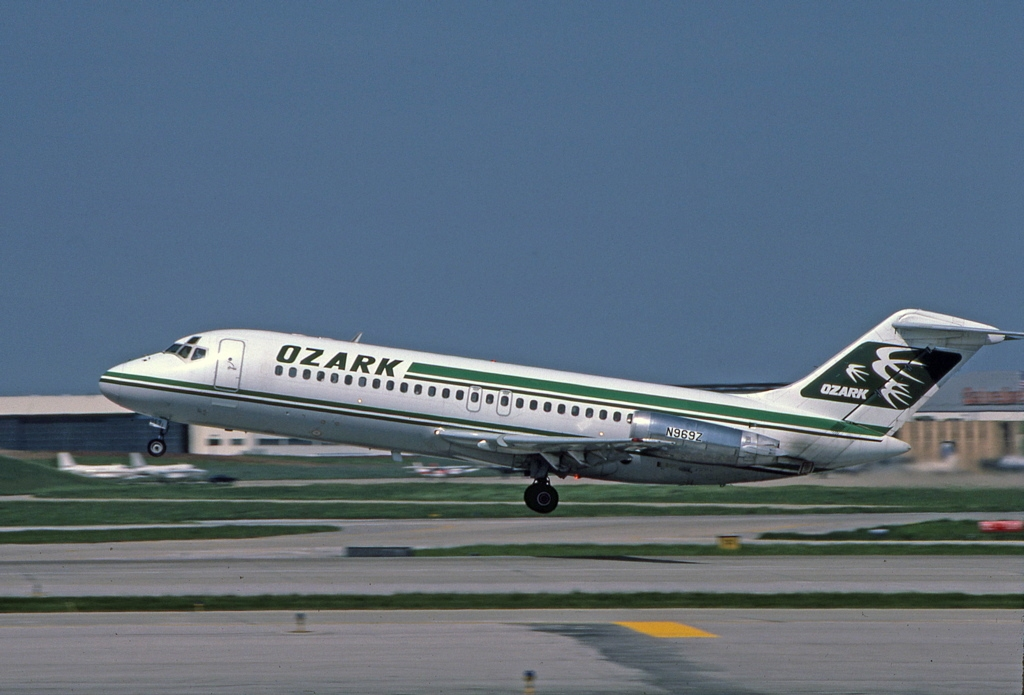
Douglas DC-9-15 der Ozark, 1985

Ozark Air Lines setzte folgende Flugzeugtypen ein:
- Convair CV-240
- de Havilland Canada DHC-6 Twin Otter
- Douglas DC-3
- Douglas DC-9
- Fairchild F-27
- Fairchild-Hiller FH-227
- Martin 4-0-4
- McDonnell Douglas DC-9-82/MD-82

## Zwischenfälle
Von 1968 bis zur Betriebseinstellung 1986 kam es bei Ozark Air Lines zu zwei Totalschäden von Flugzeugen. Bei einem davon kamen 38 Menschen ums Leben.